# Bảo tàng Cognacq-Jay

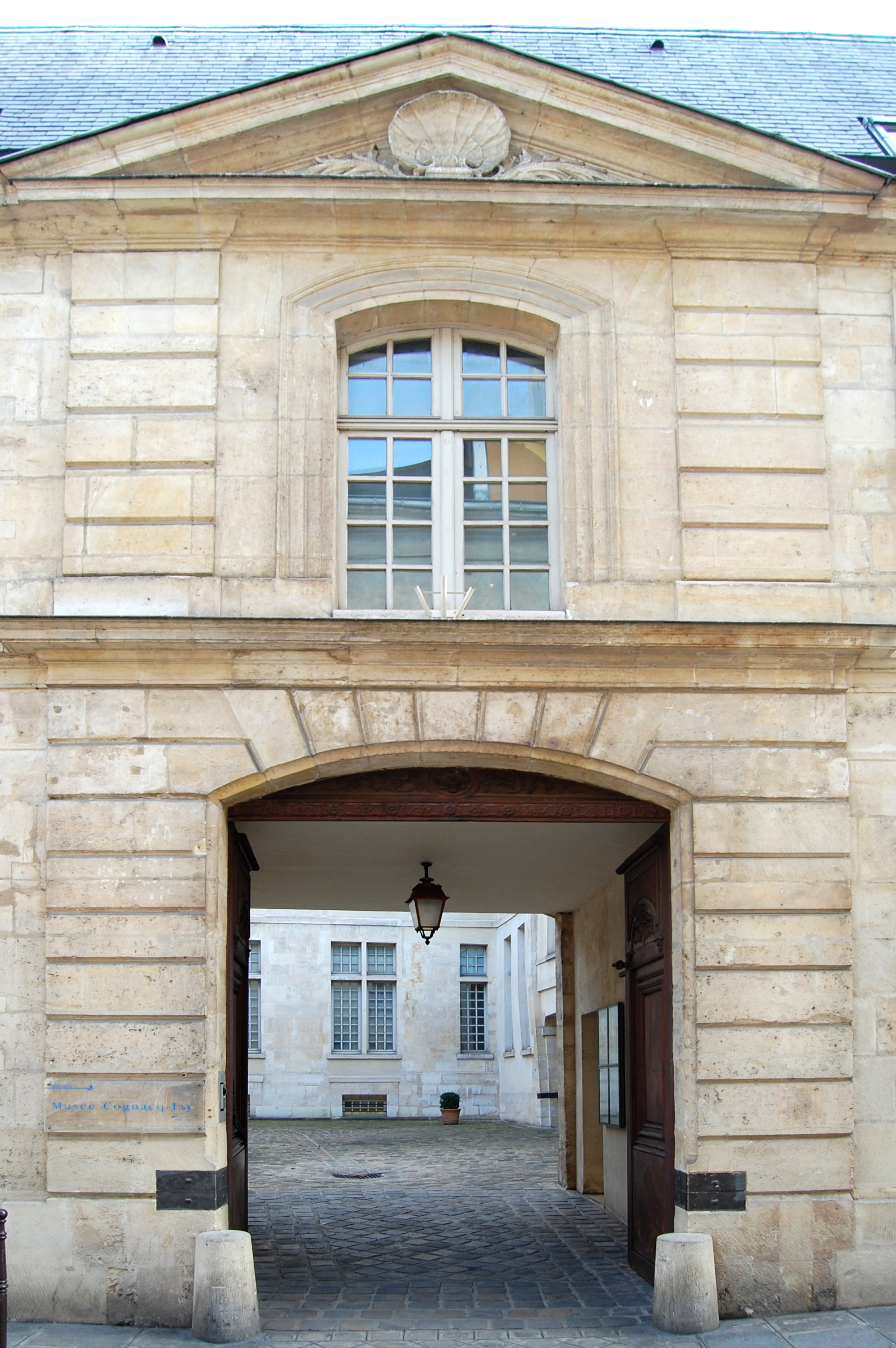
Bảo tàng Cognac-Jay

Bảo tàng Cognac-Jay nằm ở trung tâm khu phố Le Marais, thuộc Quận 3 thành phố Paris. Ngôi nhà của bảo tàng là dinh thự Donon, được xây dựng từ cuối thế kỷ 16. Những hiện vật trưng bày ở đây xuất phát từ bộ sưu tập cá nhân của Ernest Cognac-Jay, người thành lập đại cửa hàng La Samaritaine. Bộ sưu tập của bảo tàng có khá nhiều họa phẩm của François Boucher, Jean-Baptiste-Siméon Chardin hay Jean-Honoré Fragonard.
Bảo tàng Cognac-Jay hiện nay do chính quyền Paris quản lý.
| Métro Paris | Bến tàu điện ngầm: Saint-Paul |